# Oddworld Inhabitants
Oddworld Inhabitants Inc. es una empresa estadounidense desarrolladora de videojuegos, cine y televisión fundada en 1994 por los veteranos en el manejo de efectos especiales y animación por ordenador Sherry McKenna y Lorne Lanning. La compañía es conocida principalmente por Oddworld, una serie de videojuegos sobre el planeta ficticio Oddworld y sus criaturas nativas. La serie debutó con Oddworld: Abe's Oddysee en 1997 y continuó con Oddworld: Munch's Oddysee en 2001, pero el estudio también desarrolló títulos independientes Oddworld: Abe's Exoddus en 1998 y Oddworld: Stranger's Wrath en 2005.
Oddworld Inhabitants se tomó un descanso del desarrollo del juego por un tiempo después del lanzamiento de Oddworld: Stranger's Wrath, a pesar de que ya había comenzado el trabajo preliminar en su próximo título de Oddworld, The Brutal Ballad of Fangus Klot. Sin embargo, siguió siendo una empresa operativa activa durante este período, principalmente mediante el desarrollo de una película llamada Citizen Siege, aunque hasta el día de hoy no se ha estrenado.
La compañía regresó a la industria de los videojuegos con el desarrollador Just Add Water con sede en el Reino Unido para resucitar la franquicia Oddworld mediante la remasterización de títulos existentes y el desarrollo de otros nuevos.  En marzo de 2011, Lorne Lanning confirmó que Just Add Water estaba desarrollando una reconstrucción en alta definición del primer juego del estudio,  llamado Oddworld: New 'n' Tasty!  Fue lanzado para PlayStation 4 el 22 de julio de 2014, 25 de febrero de 2015 para PC, Mac y Linux, 27 de marzo de 2015 para Xbox One, 21 de abril de 2015 para PlayStation 3, 19 de enero de 2016 para PlayStation Vita, y 11 de febrero de 2016 para Wii U. El 14 de marzo de 2016, Oddworld Inhabitants anunció su próximo título, Oddworld: Soulstorm, con un objetivo de lanzamiento para 2018. La fecha de lanzamiento se retrasó a 2019, luego nuevamente a 2020 y finalmente a 2021, con una fecha de lanzamiento oficial. del 6 de abril de 2021 para PlayStation 4, PlayStation 5 y Epic Games Store. 